# Солоп Маркіян Павлович
Маркіян Павлович Солоп (псевдо: «Гонта»; нар. 1928, с.Хмільно, нині Шептицький район, Львівська область — пом. 9 серпня 1949, с.Немилів, нині Шептицький район, Львівська область) — український військовик, лицар Бронзового хреста бойової заслуги УПА.

## Життєпис
Освіта – 7 класів неповної середньої школи. Член ОУН. В лавах збройного підпілля ОУНР з 1944 року. Стрілець СКВ (1944-1947), зв'язковий Радехівського надрайонового проводу ОУН (1947-1949). 
Загинув разом з двома побратимами у бою з облавниками на господарстві Володимира Сайкевича. Тіло згоріло в палаючій будівлі. Вістун УПА (30.05.1947); відзначений Бронзовим хрестом бойової заслуги (30.11.1949). 